# Transcáspia
Região Transcáspica (em russo: Закаспийская Область; romaniz.: Zakaspiskaia Oblast), ou Transcáspia (em russo: Закаспія; romaniz.: Zakaspia), era o nome usado desde a segunda metade do século XIX até 1924 para as regiões do Império Russo (e, por alguns anos, da República Socialista Federativa Soviética da Rússia) a leste do Mar Cáspio, sendo delimitada a sul pela província do Coração no Irã e pelo Afeganistão, ao norte pela antiga província russa de Oral e ao nordeste pelos protetorados russos de Quiva e Bucara. Com uma área de 550.489 km2, a região é parte do Turquestão russo; a região transcáspica corresponde aproximadamente ao território do Turquemenistão atual.

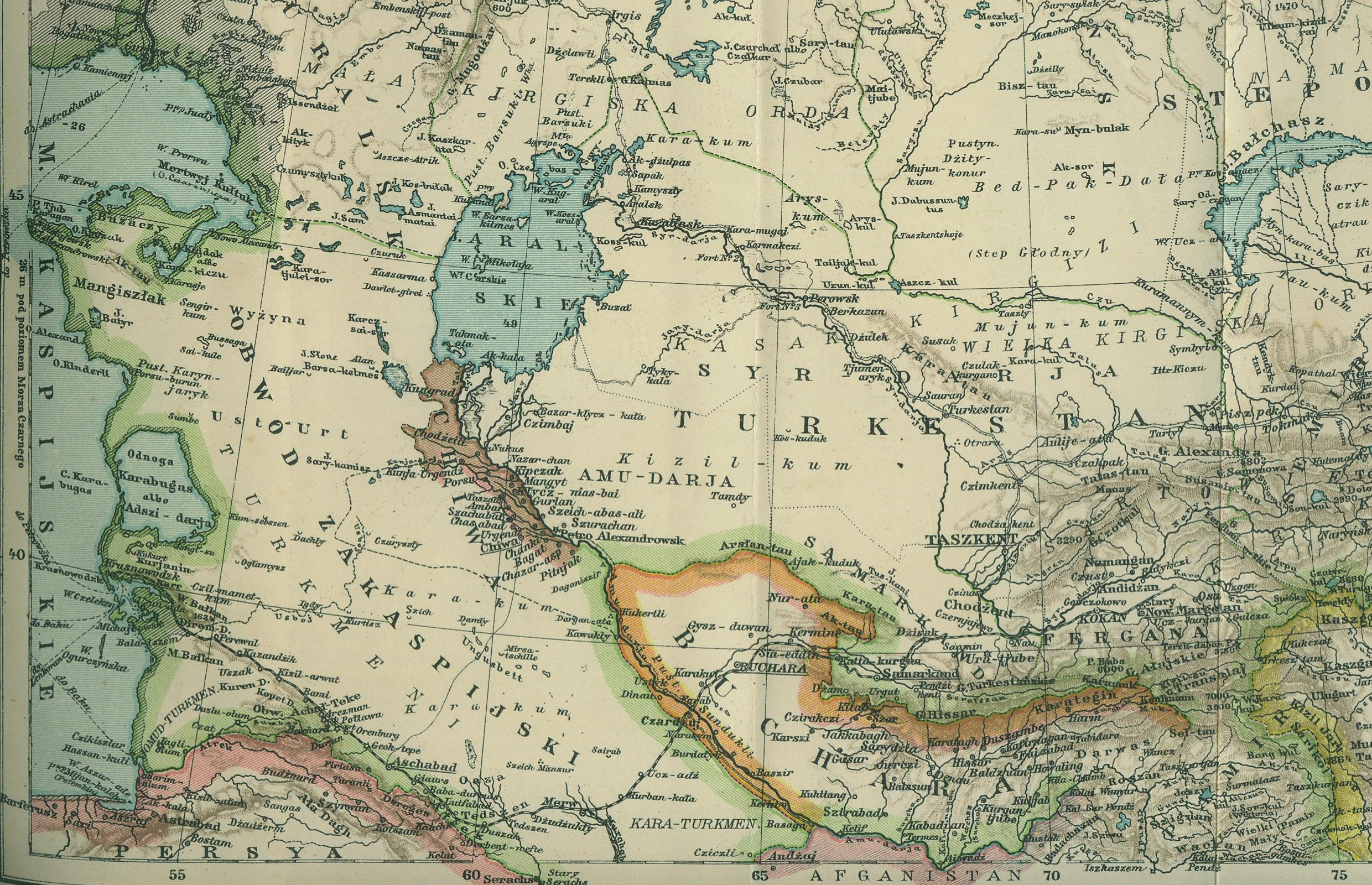
Região Transcáspica (Zakaspijski Obwod em polonês) em um mapa polonês de 1903

O nome da região (literalmente, "além do Cáspio") é explicada pela circunstância de que, até à construção da Ferrovia Trans-Aral no início do século XX, a forma mais fácil de chegar a essa região da Rússia Central (ou da Transcaucásia russa) era através do Mar Cáspio, de barco a partir de Astrakhan ou Baku.

## História
A Transcáspia foi conquistada pelo Império Russo entre 1879 e 1885, em uma série de campanhas realizadas pelos Generais Lomakin, Mikhail Annenkov e Mikhail Skobelev. A construção da Ferrovia Transcaspiana iniciada a partir das margens do Mar Cáspio em 1879 com a intenção de garantir o controle russo sobre a região e proporcionar uma rápida solução militar para a fronteira com o Afeganistão. Em 1885, a crise foi desencadeada pela anexação russa do Oasis de Panjdeh, ao sul de Marve, que quase levou à guerra com a Grã-Bretanha, que temia que os russos estivessem planejando marchar contra Herat, no Afeganistão.  Até 1898, a Transcáspia fazia parte da Guberniya do Cáucaso, administrado a partir de Tiblíssi, mas naquele ano tornou-se um oblast (província) do Turquestão russo governado a partir de Tashkent. O governador militar mais conhecido da região, que administrava de Ashgabat, provavelmente foi o general Alexei Kuropatkin, cujos métodos autoritários e estilo pessoal do governo provincial tornaram muito difícil de controlar seus sucessores. Consequentemente, a gestão da Transcáspia se tornou um arquétipo da corrupção e da brutalidade no Turquestão russo, já que administradores da Rússia faziam de seus distritos eram pequenas propriedades, extorquindo dinheiro da população local. . Estes abusos foram revelados em detalhes pelo relatório Pahlen de 1908-1910. Durante o período revolucionário de 1917-1919, partes da Transcáspia foram ocupadas por tropas da Índia britânica de Meshed. A região foi um dos últimos centros de resistência Basmachi contra o governo bolchevique com os últimos rebeldes turcomenos cruzando a fronteira do Afeganistão e do Irã entre 1922 e 1923.